# Rolands Broks
Rolands Broks, né le 18 mai 1969, est un homme politique letton membre de l'Union des paysans de Lettonie (LZS) et anciennement ministre de l'Éducation et de la Science de Lettonie, du 3 novembre 2010 au 25 octobre 2011. Il est avocat de profession et a occupé le poste de secrétaire parlementaire du ministère de l'Éducation entre 2007 et 2010.